# コールラウシュの法則
コールラウシュの法則(コールラウシュのほうそく、Kohlrausch's law)はフリードリッヒ・コールラウシュによって発見されたイオンによる電気伝導に関する以下の2つの法則を指す。
- イオン独立移動の法則
- コールラウシュの平方根則

## イオン独立移動の法則
イオン独立移動の法則(—どくりついどう—ほうそく、Law of independent ionic migration)は、ある塩のモル伝導度が、無限希釈状態においては陽イオンと陰イオンそれぞれに定められるある定数の和で表されるというものである。
すなわち、ある塩MmXnの無限希釈におけるモル伝導率(極限モル伝導率)をΛ∞とすると、これは陽イオンMに対して定められる定数λM∞と陰イオンXに対して定められる定数λX∞を用いると
{\displaystyle \Lambda _{\infty }=m\lambda _{M\infty }+n\lambda _{X\infty }}
で表せるというものである。
λM∞およびλX∞はそれぞれMおよびXの無限希釈におけるイオン伝導率(極限イオン伝導率)と呼ばれる。
1875年にコールラウシュによって発見された。
この法則の意味するところは無限希釈下においては陽イオンと陰イオンの間の相互作用が消失する、すなわち理想溶液として振舞うということである。

## コールラウシュの平方根則
コールラウシュの平方根則(—へいほうこんそく、Kohlrausch's square root law)は強電解質のモル伝導率Λが濃度cが充分に低い範囲においては
{\displaystyle \Lambda =\Lambda _{0}-A{\sqrt {c}}}
で表されるというものである(Aは比例定数)。
1900年にコールラウシュによって実験的に発見された。1927年にラーズ・オンサガーがデバイ・ヒュッケル理論に基づいて同じ形式の式(デバイ・ヒュッケル・オンサガーの式)を導出することに成功し、理論的な裏づけを与えた。